# 盧長貴
盧長貴（1954年—2010年6月30日），台灣屏東人。自幼對武術熱情洋溢，為劉雲樵門下弟子。歷任為中華國術總會國家級裁判暨教練、太極總會國家級教練，並擔任太極拳總會第一支會會長、武壇大溪研究室主任、清華大學國術社指導老師。
曾擔任新竹教育大學、清華大學、交通大學、元智大學等國術社指導老師，並協助成立清華大學劍術研究社、交通大學劍術研究社、元智大學國術社、暨南大學古兵器研究社、銘傳大學國術社、中華大學八極拳社、台灣大學八極拳社等等。

## 經歷
- 就讀台灣師範大學期間，拜入劉雲樵老師門下，由螳螂拳入手。
- 一年後始接觸八極拳、八卦拳、劈掛拳、太極拳、迷蹤拳等武藝，並在入門後以八極拳、八卦拳、劈掛拳為主修項目。
- 於大學三年級時當上國術社社長，並兼任台北縣復興商工國術社指導老師。
- 1978年接任台灣省台北師範學院國術社指導老師，同時擔任武壇國術推廣中心成人班教練。
- 自1981年起，盧教練負責武壇大專院校寒暑假武學訓練事宜，擔任寒暑訓總教練近20年。
- 1989年，接受劉雲樵老師指示，承接太極拳一支會業務，開始整理太極拳教材。
- 1992年起，受聘擔任僑委會海外文化教師國術指導老師，多次出國教授武學。
- 2010年6月30日逝世，享年56歲。[2]

## 著作
- 《陳氏太極運勁詳解》 （页面存档备份，存于）